# Fucellia rufitibia
Fucellia rufitibia är en tvåvingeart som beskrevs av Stein 1910. Fucellia rufitibia ingår i släktet Fucellia och familjen blomsterflugor. Inga underarter finns listade i Catalogue of Life.